# Psammisia corallina
Psammisia corallina är en ljungväxtart som beskrevs av A. C. Smith. Psammisia corallina ingår i släktet Psammisia och familjen ljungväxter. Inga underarter finns listade i Catalogue of Life.